# Ayşegül Aldinç
Ayşegül Aldinç (née le 28 septembre 1957 à Istanbul) est une chanteuse et actrice turque.

## Biographie
Ayşegül Aldinç est la fille du journaliste et écrivain sportif Orhan Aldinç et de la professeur d'art Süheyla Aldinç. La famille de son père est bosniaque et celle de sa mère est albanaise. Aldinç, qui grandit dans le quartier de Cihangir, fait ses études secondaires dans les écoles des quartiers de Taksim, Koca Mustafapaşa et Feriköy grâce aux nominations de sa mère. Elle est diplômée du Lycée professionnel et technique d'Anatolie Sultanahmet. Elle est ensuite diplômée du département de céramique de l'Académie des beaux-arts appliqués (aujourd'hui département de céramique de la faculté des beaux-arts de l'université de Marmara). Peu de temps, elle travaille comme professeur d'art à l'école secondaire d'Anafartalar et comme professeur de musique à l'école secondaire d'Akaretler à Istanbul.
Elle a commencé sa carrière musicale professionnelle en 1978 avec le 45 tours Hastane sur la face A et Yorgun ve Mutlu sur la face B, des duos avec Mehmet Teoman. Son seul mariage est avec Mehmet Teoman en 1979, ils divorcent trois mois plus tard.
Aldinç, qui se rend à Ankara pour les épreuves de recrutement des speakerines de TRT, participe également à la Turquie au Concours Eurovision de la chanson 1981|sélection de la Turquie en 1981 avec deux chansons accompagnées par le groupe Modern Folk Üçlüsü, İstanbul İstanbul et Dönme dolap. Dönme dolap remporte l'émission de sélection. Ayşegül Aldinç et Modern Folk Üçlüsü sont présents à Dublin, en Irlande ; Dönme dolap obtient neuf points et finit avant-dernière des vingt participants.
Elle participe de nouveau à la sélection turque pour le Concours Eurovision de la chanson avec les chansons Heyecan en 1983 et Merhaba Ümit en 1984.
Aldinç, qui travaille pendant ce temps comme designer à l'usine de porcelaine de Yıldız, commence à se produire dans les casinos en 1985. Elle produit un album avec Attila Özdemiroğlu qui n'est pas publié, parce qu'elle n'en est pas satisfaite. Elle sort son premier album solo en 1988 avec le soutien de noms tels qu'Aysel Gürel, Timur Selçuk et Barış Manço. Elle fait une percée avec la chanson Kara Sevda et l'image qu'elle donne. Entre 1985 et 1998, elle donne des concerts dans de nombreux pays européens, en Union soviétique, aux États-Unis, en Chine et dans les pays du Moyen-Orient. Elle reçoit le prix de la meilleure chanteuse de l'année décerné par la Fondation Istek et l'Association des journalistes chypriotes.
Elle devient actrice pour la première fois en 1985, dans la série de TRT Acımak, réalisée par Orhan Aksoy. Elle tient son premier rôle au cinéma en 1987 dans les films Katırcılar réalisé par Şerif Gören et Yağmur Kaçakları réalisé par Yavuz Özkan. En 1994, elle reçoit le prix de la Meilleure actrice au Festival international du film d'Adana pour son rôle dans le film Gerilla.

## Filmographie
Cinéma
- Katırcılar (1987, réalisation : Şerif Gören)
- Les Évadés de la Pluie (1987, réalisation : Yavuz Özkan)
- Kara Sevda (1989, réalisation : Samim Değer)
- Yeşil Bir Dünya (1990, réalisation : Faruk Turgut)
- Ağrı'ya Dönüş (1993, réalisation : Tunca Yönder)
- Gerilla (1994, réalisation : Osman Sınav)
- Deniz Bekliyordu (1996, réalisation : Suna Kural Aytuna)
- Kahpe Bizans (2000, réalisation : Gani Müjde - Tolgay Ziyal)
- Güle Güle (2000, réalisation : Zeki Ökten)
- Hayal Kurma Oyunları (2000, réalisation : Yavuz Özkan)

Séries télévisées
- Acımak (1985, TRT, réalisation : Orhan Aksoy)
- Taşların Sırrı (1992, Star TV, réalisation : Yusuf Kurçenli)
- Yorgun Savaşçı (1993, réalisation : Tunca Yönder)
- Aziz Ahmet (1994, atv, réalisation : Orhan Oğuz)
- Aşk ve Gurur (2002, Star TV, réalisation : Aydın Bulut)
- Efsane (2002, Star TV, réalisation : Tamer İpek)
- Ablam Böyle İstedi (2003,  TRT 1, réalisation : Nurtaç Erimer)
- Sultan Makamı (2003, Kanal D, réalisation : Aydın Bulut)
- Son Yaprak (2004,  TRT 1, réalisation : Alparsan Bozkurt)
- Misi (2005, atv, réalisation : Taner Akvardar)
- Pis Yedili (2011-2014, Show TV, réalisation : Haluk Bener)